# Mirmidón (rey epónimo)
En la mitología griega Mirmidón (Μυρμιδόνος, Myrmidónos) era el antepasado epónimo del pueblo de los mirmidones en al menos una versión del mito. Era hijo de Zeus y de Eurimedusa, a su vez hija de Clítor de Arcadia o bien del dios fluvial Aqueloo. Se dice que Zeus, para seducir a Eurimedusa tomó la forma de una hormiga (μύρμηξ myrmēx) y por esta treta Mirmidón fue así llamado.
Lo poco que las fuentes escritas hablan de Mirmidón únicamente lo refieren en un contexto genealógico. Así se nos dice que Mirmidón se desposó con una hija de Eolo, Pisídice, con quien engendró a Áctor y a Ántifo, del que nada más se sabe. Otros autores citan hijos diferentes, variando según el contexto, como Erisictón o Diopletes, del que tampoco se sabe mucho. Autores tardíos también atribuyen al menos dos hijas a Mirmidón: Eupolemía, la madre de Etálides, e Hiscila, la esposa de Tríopas.
Ciertamente la figura de Mirmidón, como rey primitivo, es una figura oscura en los mitos. Los textos homéricos lo omiten y así nos proporcionan la siguiente sucesión de soberanos de los mirmidones: Zeus - Éaco - Peleo - Aquiles. Ya que Ayante es el primo de Aquiles es significativo que, mientras que a este se le menciona como Eácida en muchas ocasiones, nunca ocurre lo mismo con Ayante. Algunos autores, entre ellos M. L. West, creen que esto se debe a que originalmente Mirmidón fue el origen del pueblo de los mirmidones, y en esta genealogía del golfo de Malia la sucesión mítica se sucedería así: Mirmidón - Áctor (y Egina) - Menecio - Patroclo. A Patroclo se lo describe como uno de los más excelsos entre el pueblo de los mirmidones ya desde los textos homéricos. Para cuando Homero y Hesíodo nos proporcionaron los primeros relatos de los mirmidiones en la mitografía, estos optaron por asociar a este pueblo con la isla de Egina, dejando la herencia ftiota de Mirmidón como una simple reminiscencia.